# 安藤正人
安藤 正人（あんどう まさひと、1951年 - ）は、日本の歴史学者、学習院大学教授。専門はアーカイブズ学理論 、アーカイブズ史、日本近世・近現代記録史料論。

## 略歴
1975年東京大学文学部国史学科卒業、1977年同大学院人文科学研究科修士課程修了、国文学研究資料館・史料館助手、1987年9月ロンドン大学ユニバシティ・カレッジ大学院アーカイブズ学修士課程修了、1990年国文学研究資料館助教授、1998年教授、2000-2003年東京大学人文社会系研究科教授併任、2003年総合研究大学院大学文化科学研究科教授併任、2008年ロンドン大学博士号（Ph.D）取得（アーカイブズ学）、学習院大学大学院人文科学研究科アーカイブズ学専攻教授。

## 著書
- 『記録史料学と現代 アーカイブズの科学をめざして』吉川弘文館　1998　ISBN　9784642036795、オンデマンド版　2020　ISBN　9784642736794
- 『草の根文書館の思想』1998　岩田書院ブックレット　ISBN　4-87294-116-0
- 『江戸時代の漁場争い 松江藩郡奉行所文書から』臨川書店　1999　原典講読セミナー　ISBN　4-653-03637-3
- 『アジアのアーカイブズと日本―記録を守り記憶を伝える』2009　岩田書院ブックレット　ISBN　978-4-87294-587-4

## 共編著
- 『史料保存と文書館学』大藤修共著　吉川弘文館　1986
- 『記録史料の管理と文書館』青山英幸共編著　北海道大学図書刊行会　1996
- What Students in Archival Science Learn : a Bibliography for Teachers  Feng Huiling, Irena Mamczak-Gadkowska, Silvia Schenkolowski-Kroll, Theo H.P.M.Thomassen (eds.) .International Council on Archives, Section for Archival Education and Training,2000
- 『歴史学が問う 公文書の管理と情報公開: 特定秘密保護法下の課題』吉田裕・久保亨共編著　大月書店　2015

## 参考
- 学習院大学: